# Kingsford (Michigan)
Kingsford est une ville du comté de Dickinson, dans l'État du Michigan, aux États-Unis. En 2020, sa population était de 5 139 habitants.